# Sojasun
Sojasun (Kod UCI: SOJ) – francuska zawodowa grupa kolarska istniejąca w latach 2009–2013. Od 2010 należała do dywizji UCI Professional Continental Teams.

## Nazwa grupy w poszczególnych latach
| lata      | nazwa                     |
| --------- | ------------------------- |
| 2009      | Besson Chaussures-Sojasun |
| 2010–2012 | Saur-Sojasun              |
| 2013      | Sojasun                   |

## Sezony

### 2013

#### Skład
| Skład drużyny 2013                   | Skład drużyny 2013  | Skład drużyny 2013 | Skład drużyny 2013             |
| Imię i nazwisko                      | Data urodzenia      | Państwo            | Poprzednia grupa               |
| ------------------------------------ | ------------------- | ------------------ | ------------------------------ |
| Maxime Daniel                        | 5 czerwca 1991      | Francja            | Sojasun espoir-ACNC (2012)     |
| Anthony Delaplace                    | 11 września 1989    | Francja            | Super Sport 35-ACNC (2009)     |
| Julien El Fares                      | 1 czerwca 1985      | Francja            | Team Type 1-Sanofi (2012)      |
| Jimmy Engoulvent                     | 7 grudnia 1979      | Francja            | Crédit Agricole (2008)         |
| Brice Feillu                         | 26 lipca 1985       | Francja            | Leopard-Trek (2011)            |
| Jérémie Galland                      | 8 kwietnia 1983     | Francja            | Auber 93 (2008)                |
| Julien Guay (1 sie–31 gru, stażysta) | 9 października 1986 | Francja            | Roubaix Lille Métropole (2012) |
| Jonathan Hivert                      | 23 marca 1985       | Francja            | Skil-Shimano (2009)            |
| Fabrice Jeandesboz                   | 4 grudnia 1984      | Francja            | Vendée U (2008)                |
| Christophe Laborie                   | 5 sierpnia 1986     | Francja            | Sojasun espoir-ACNC (2010)     |
| David Le Lay                         | 30 grudnia 1979     | Francja            | AG2R La Mondiale (2011)        |
| Cyril Lemoine                        | 3 marca 1983        | Francja            | Skil-Shimano (2009)            |
| Jean-Marc Marino                     | 15 sierpnia 1983    | Francja            | Crédit Agricole (2008)         |
| Rony Martias                         | 4 sierpnia 1980     | Francja            | BBox Bouygues Telecom (2009)   |
| Maxime Méderel                       | 19 września 1980    | Francja            | Big Mat-Auber 93 (2011)        |
| Jean-Lou Paiani                      | 23 grudnia 1988     | Francja            |                                |
| Rémi Pauriol                         | 4 kwietnia 1982     | Francja            | FDJ-BigMat (2012)              |
| Paul Poux                            | 9 lipca 1984        | Francja            |                                |
| Fabien Schmidt                       | 23 marca 1989       | Francja            | Roubaix Lille Métropole (2012) |
| Julien Simon                         | 4 października 1985 | Francja            | Crédit Agricole (2008)         |
| Evaldas Šiškevicius                  | 30 grudnia 1988     | Litwa              | La Pomme Marseille (2012)      |
| Yannick Talabardon                   | 6 lipca 1981        | Francja            | Crédit Agricole (2008)         |
| Étienne Tortelier                    | 14 kwietnia 1990    | Francja            |                                |
| Alexis Vuillermoz                    | 1 czerwca 1988      | Francja            | Saur-Sojasun (2012)            |
|                                      |                     |                    |                                |
| Źródło: UCI                          |                     |                    |                                |

#### Zwycięstwa
| Zwycięstwa    | Zwycięstwa                                 | Zwycięstwa | Zwycięstwa | Zwycięstwa      | Zwycięstwa |
| Data          | Wyścig                                     | Państwo    | Kategoria  | Zwycięzca       |            |
| ------------- | ------------------------------------------ | ---------- | ---------- | --------------- | ---------- |
| 3 lutego 2013 | Étoile de Bessèges, klasyfikacja generalna | Francja    | 2.1        | Jonathan Hivert |            |

## Najważniejsze sukcesy
2009
pierwsze miejsce – etap 1 & 2 Étoile de Bessèges, Jimmy Casper
pierwsze miejsce – etap 2 3 Jours de Vaucluse, Jimmy Engoulvent
pierwsze miejsce – Paryż-Troyes, Yannick Talabardon
pierwsze miejsce – Classic Loire Atlantique, Cyril Bessy
pierwsze miejsce – etap 1 Critérium International, Jimmy Casper
pierwsze miejsce – etap 3 Circuit de la Sarthe, Jimmy Engoulvent
pierwsze miejsce – Paryż-Camembert, Jimmy Casper
pierwsze miejsce – GP de Denain, Jimmy Casper
pierwsze miejsce – etap 3 Tour de Bretagne, Laurent Mangel
pierwsze miejsce – etap 5 Tour de Bretagne, Jimmy Engoulvent
pierwsze miejsce – etap 2 4 Jours de Dunkerque, Jimmy Engoulvent
pierwsze miejsce – GP de Plumelec-Morbihan, Jérémie Galland
pierwsze miejsce – etap 2 Tour de Gironde, Jimmy Casper
pierwsze miejsce – etap 4 Tour de Gironde, Jimmy Engoulvent
pierwsze miejsce – etap 1 Ronde de l’Oise, Jimmy Casper
pierwsze miejsce – etap 3 Circuito Montañes, Jimmy Engoulvent
pierwsze miejsce – etap 1 Boucles de la Mayenne, Jimmy Casper
pierwsze miejsce – etap 4 Tour Alsace, Jimmy Engoulvent
pierwsze miejsce – etap 2 Tour du Poitou-Charentes, Jimmy Casper
pierwsze miejsce – Châteauroux Classic, Jimmy Casper
pierwsze miejsce – etap 2 Tour du Gévaudan, Laurent Mangel
2010
pierwsze miejsce – GP d’Ouverture, Jonathan Hivert
pierwsze miejsce – etap 1 Tour of Oman, Jimmy Casper
pierwsze miejsce – Classic Loire Atlantique, Laurent Mangel
pierwsze miejsce – etap 4 Tour de Normandie, Jimmy Casper
pierwsze miejsce – klasyfikacja generalna Rhône-Alpes Isère Tour, Jérôme Coppel
pierwsze miejsce – etap 1, Jérôme Coppel
pierwsze miejsce – etap 3 Tour de Picardie, Jimmy Casper
pierwsze miejsce – etap 3 Tour of Belgium, Jimmy Casper
pierwsze miejsce – prolog Tour de Luxembourg, Jimmy Engoulvent
pierwsze miejsce – Val d’Ille U Classic 35, Jimmy Casper
pierwsze miejsce – klasyfikacja generalna Boucles de la Mayenne, Jérémie Galland
pierwsze miejsce – prolog, Jimmy Engoulvent
pierwsze miejsce – etap 1, Laurent Mangel
pierwsze miejsce – etap 4 Tour de Wallonie, Laurent Mangel
pierwsze miejsce – etap 1 Tour Alsace, Cyril Bessy
pierwsze miejsce – prolog Volta a Portugal, Jimmy Engoulvent
pierwsze miejsce – etap 3 Volta a Portugal, Jimmy Casper
pierwsze miejsce – etap 1 Tour de l’Ain, Stéphane Poulhiès
pierwsze miejsce – etap 1 Tour du Limousin, Jérémie Galland
pierwsze miejsce – klasyfikacja generalna Tour du Poitou-Charentes, Jimmy Engoulvent
pierwsze miejsce – etap 3, Jimmy Engoulvent
pierwsze miejsce – etap 5, Jimmy Casper
pierwsze miejsce – Tour du Doubs, Jérôme Coppel
pierwsze miejsce – klasyfikacja Generalna Tour du Gévaudan, Jérôme Coppel
pierwsze miejsce – etap 1, Guillaume Levarlet
pierwsze miejsce – etap 2, Jérôme Coppel
2012
pierwsze miejsce – klasyfikacja generalna Étoile de Bessèges, Jérôme Coppel
pierwsze miejsce – etap 5a, Stéphane Poulhies
pierwsze miejsce – etap 5b, Jérôme Coppel